# Élévateurs de Montréal

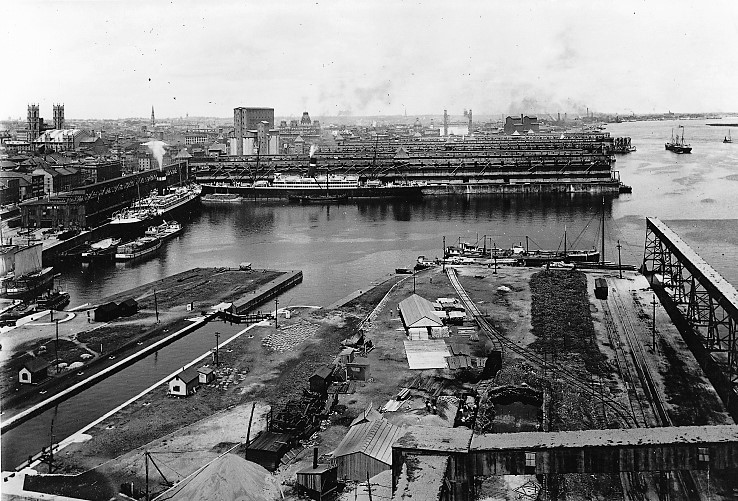
Vue du port depuis l'élévateur du chemin de fer du Grand Tronc, Montréal, 1906

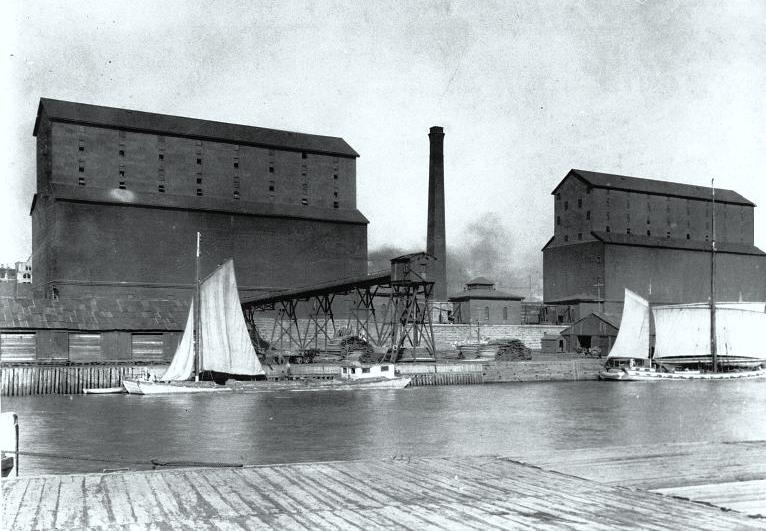
Silo-élévateur du CP, port de Montréal, 1909

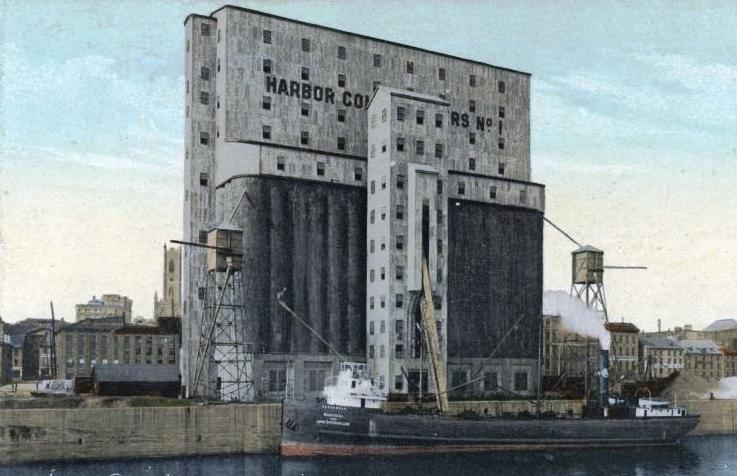
Élévateur, port de Montréal, vers 1910

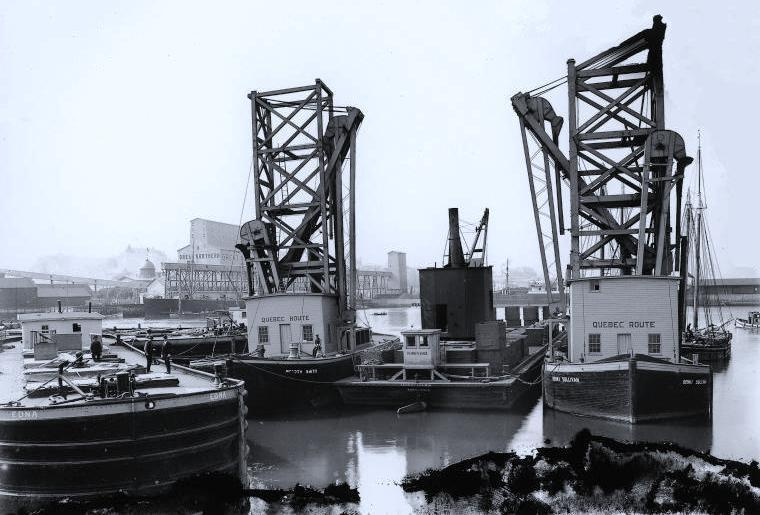
Élévateurs à grains flottants, port de Montréal, vers 1915

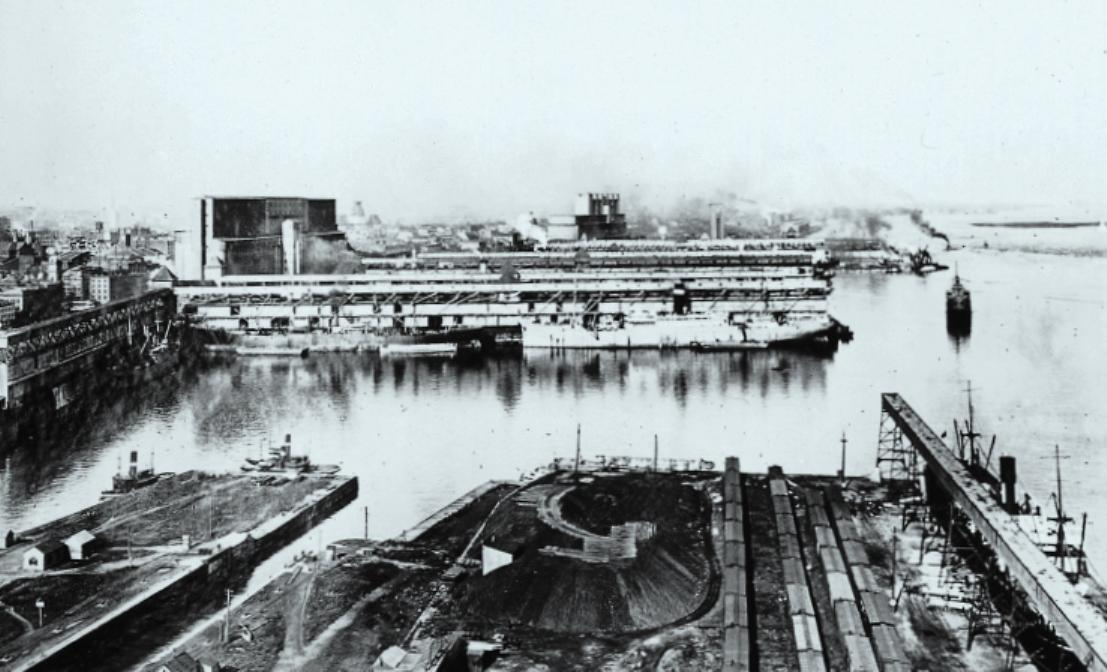
Port, élévateurs à grains et entrée du canal de Lachine, Montréal, vers 1930

Les élévateurs à grains de Montréal sont des constructions imposantes qui rappellent l'histoire industrielle de Montréal.
Ils se trouvaient principalement dans la partie ouest du Vieux-Port de Montréal, du secteur du Bassin Peel, le long du Canal Lachine et dans la partie est de Montréal (arrondissement Mercier-Hochelaga-Maisonneuve).

## Chronologie des élévateurs 1 à 5
- 1642 : Fondation de Montréal
- 1859 : Ouverture à la circulation du pont Victoria
- 1871 : premier lien ferroviaire avec le port de Montréal
- 1885 : les premiers silos à grains sont construits au port de Montréal
- 1906 : création de l’élévateur B (silo no 5)
- 1910 : Création du silo no 2 ; haut de 15 étages, celui-ci était le plus haut bâtiment de Montréal[1]
- 1913 : L’annexe de l’élévateur B (silo no 5)
- 1923 : Montréal devient le principal port céréalier du monde
- 1957 : Premier silo en béton armé
- 1958 : Le silo (annexe) B-1 annexé au silo no 5
- 1963 : Création du silo no 4
- 1994 : Fin de l’utilisation des silos dans le vieux port de Montréal

## Histoire des silos
Venant d’investisseurs britanniques, la révolution industrielle est arrivée vers la fin du XIXe siècle à Montréal. De fait, on peut affirmer que c'est plutôt l'année 1846 qui a sonné le départ de cette révolution avec la vente des lots hydrauliques le long du canal de Lachine et de la rue Mill. Les premières meuneries et fonderies ont vu le jour dès le début de 1847.
Le principal objectif de design des Silos à grain de Montréal était l'importation et l'exportation des céréales. Le commerce mondial étant en expansion et forçait les industriels à agir et à rechercher l’innovation au concept d’entreposage. Afin de répondre à cette forte demande, les architectes des silos avaient reçu la commande de maximiser la vitesse de chargement et déchargement tout en respectant un volume d’entreposage.
Le Corbusier avait jugé les silos à grains de Montréal dans son livre « Vers une architecture » (1923) comme étant d'un équilibre parfait face à leur fonction. C'est l'année même de la parution de ce livre que Montréal devenait le principal port céréalier du monde.

## Les silos à grains de Montréal (d'est en ouest)
Implantés sur la bouche ouest du fleuve Saint-Laurent et grâce à un réseau ferroviaire suspendu par le pont Victoria, les silos sont des architectures mécaniques. Par exemple : afin d’assurer le chargement et le déchargement rapide des bateaux, on avait inventé un système de wagon. Le silo numéro 2 tout particulièrement, avait la fonction de pouvoir basculer les wagons. 
Plusieurs silos ont reçu des modifications techniques pour assurer leur compétitivité. Notamment on y ajouta avec le temps des élévateurs, des convoyeurs, des annexes, des grues...

### Élévateur à grain no. 4 / Terminal Céréalier (Mercier-Hochelaga-Maisonneuve)
- Quartier : Hochelaga-Maisonneuve

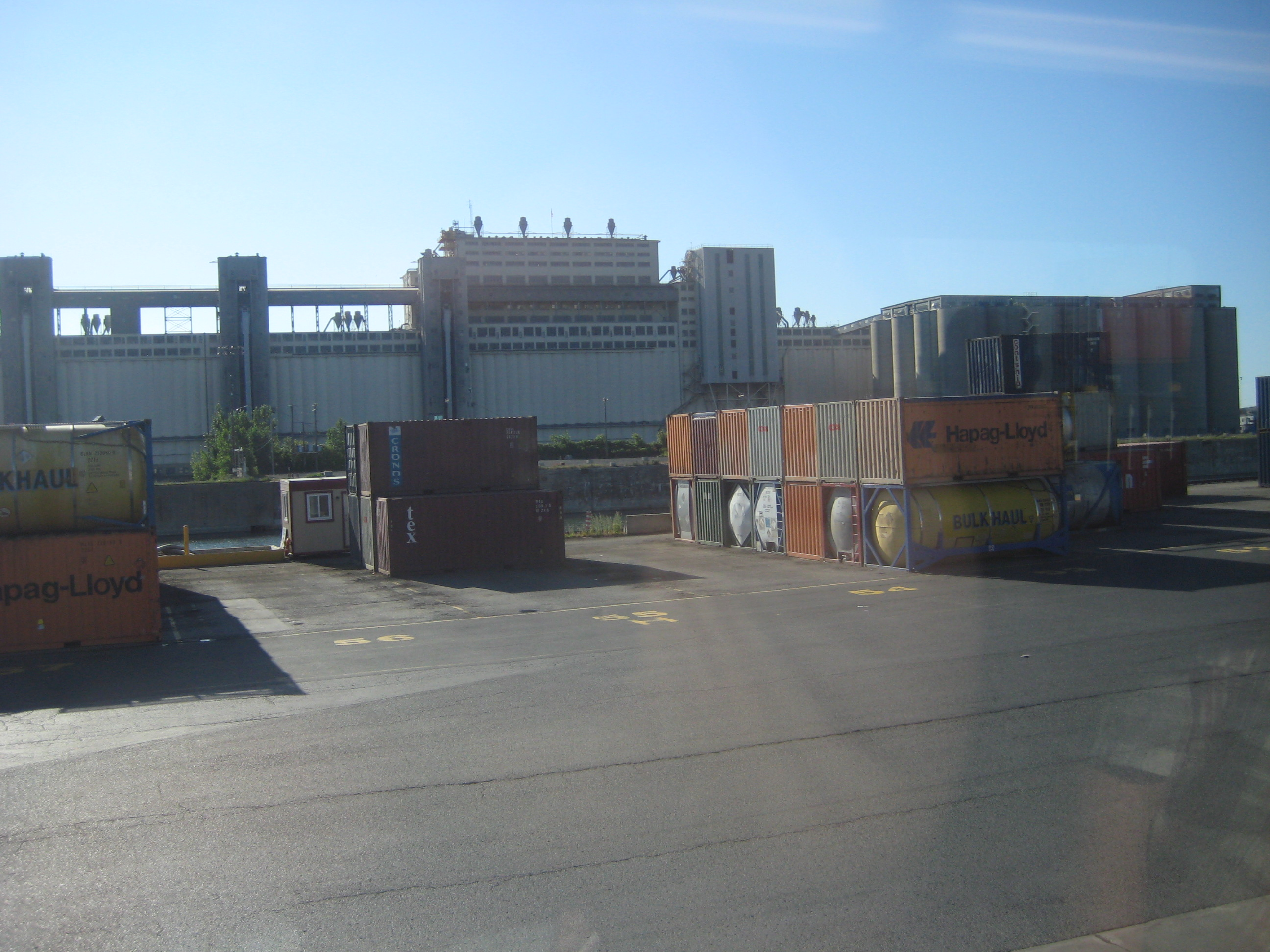
Élévateur à grain no.4 vu des terrains du Port de Montréal lors de la visite Port en ville 2008

- Voie Publique : Rue du Port-de-Montréal (privé)
- Propriétaire : Administration du Port de Montréal
- Année de construction : Élévateur central 1960, 1964 / Annexe : 1982
- Architecte : John S. Metcalfe
- Nombre de silos :  350
- Capacité d'entreposage : 262 000 tonnes
- Statut : En service
- 45° 33′ 26″ N, 73° 31′ 15″ O

- Description :

L'élévateur à grain no.4 est le seul élévateur de grains en service pour la manutention de grains de tous les 10 élévateurs de Montréal. Il a été bâti en 3 temps entre 1960 et 1982. Le complexe de l'élévateur comporte trois tours marines d'un élévateur central, d'une annexe et de machines ultra-performantes pour un transbordement de grain à haut débit entre le navire et les silos de l'élévateur de 5 500 tonnes à l'heure. Cet élévateur fait la fierté du port de Montréal parce que le transbordement de grains se fait à toutes les périodes de l'année, été comme hiver. Que le fleuve soit glacé ou pas, l'élévateur est continuellement en marche pour manutentionner environ 2,3 millions de tonnes de grains. La plupart des grains manutentionnés dans cet élévateur proviennent des provinces des prairies de l'ouest canadien. En 2008, cet élévateur a pu accueillir jusqu'à 1 184 000 tonnes de grains. Toujours en 2008, 450 000 tonnes (38 %) de grains provenaient des Grands Lacs par 19 vraquiers, 392 000 tonnes (33 %) par camions, 342 000 tonnes (29 %) par rail par le Canadien Pacifique (CP) et par le Canadien National (CN)

### Élévateur à grain no. 3 / Élévateur Miron (Mercier-Hochelaga-Maisonneuve)
- Quartier : Hochelaga-Maisonneuve

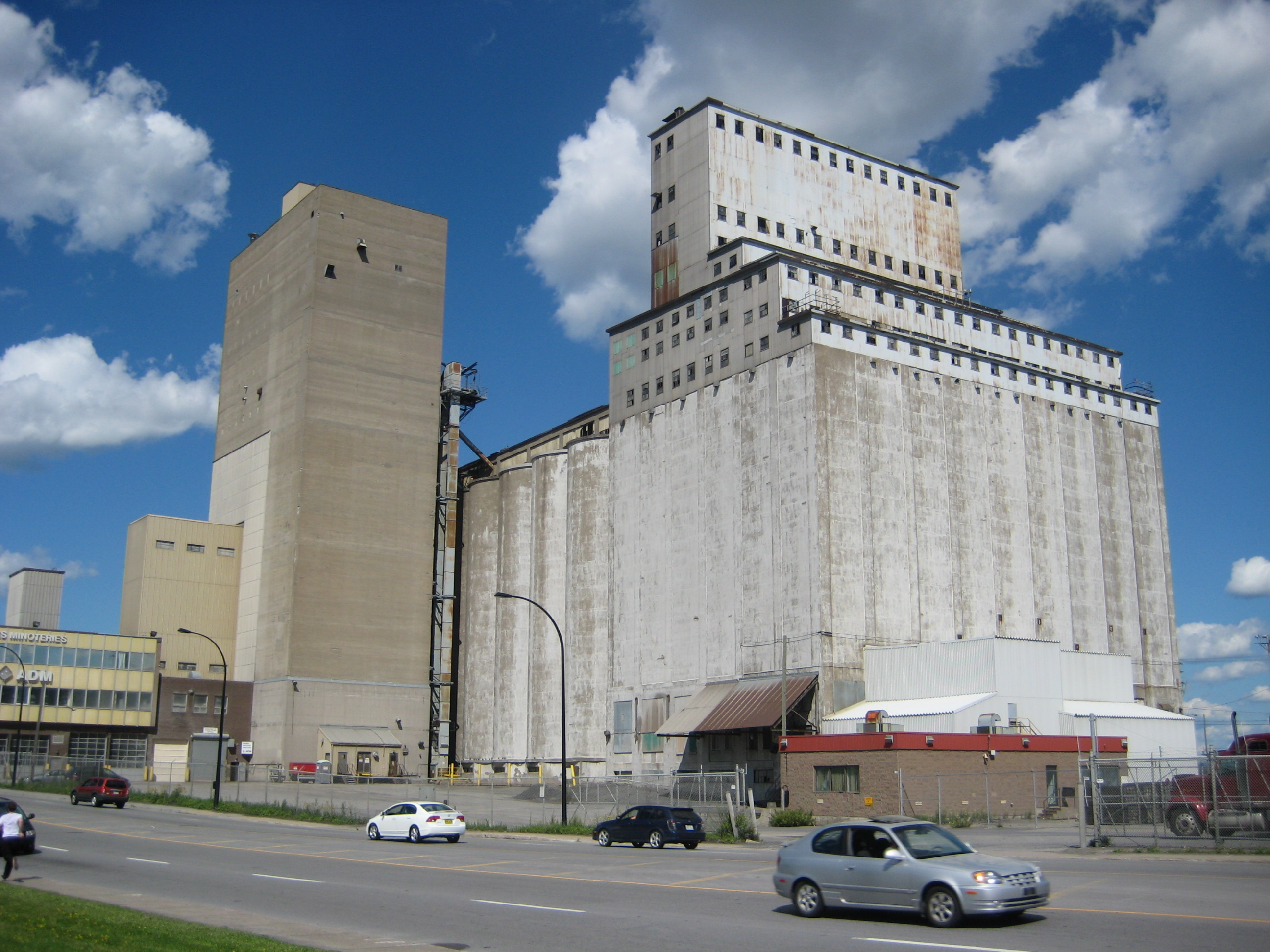
Élévateur à grain no.3 vu de la Rue Notre-Dame Est dans le quartier Hochelaga-Maisonneuve

- Voie Publique : Rue Notre-Dame Est (près Avenue Bourbonnière)
- Propriétaire : Administration du Port de Montréal.
- Année de construction : 1923
- Architecte : John S. Metcalfe
- Nombre de silos : 60
- Capacité d'entreposage : N/A
- Statut : En Service
- 45° 32′ 39″ N, 73° 32′ 04″ O

- Description :

L'élévateur à grain no.3 est un élévateur est localisé dans le quartier Hochelaga-Maisonneuve de Montréal à l'ouest de l'élévateur à grain no.4. Cet élévateur, aujourd'hui utilisé par l'entreprise Canest était la propriété de Miron, une compagnie privée qui se spécialisait dans la manutention de grain. Elle avait un élévateur qui était localisé aux abords du Fleuve Saint-Laurent mais il fut démantelé dans les années 1990. Celui qui reste encore debout aujourd'hui était considéré comme une annexe à celui démantelé et il est désormais sous la propriété de l'Administration du Port de Montréal. Un nouvel entrepôt a été bâti sur le terrain de l'ancien élévateur miron et ce dernier n'a aucun liens infrastructuraux avec l'élévateur à grain no. 3.
Canest , Occupant le site historique de l’ancien silo no3, l’entreprise de conteneurisation du grain CanEst est spécialisée dans l’exportation de grains conteneurisés via le Port de Montréal vers les marchés internationaux. Un secteur qui a connu un taux de croissance de 86 % sur les 4 dernières années.
Les installations aujourd'hui sont consacrées à mettre en conteneurs, à entreposer, à nettoyer, à tamiser et à emballer les produits agricoles. On y charge chaque jour environ 200 conteneurs, soit une moyenne de 8 à l’heure.

### Élévateur à grain no. 5 / Silo no. 5 (Ville-Marie)

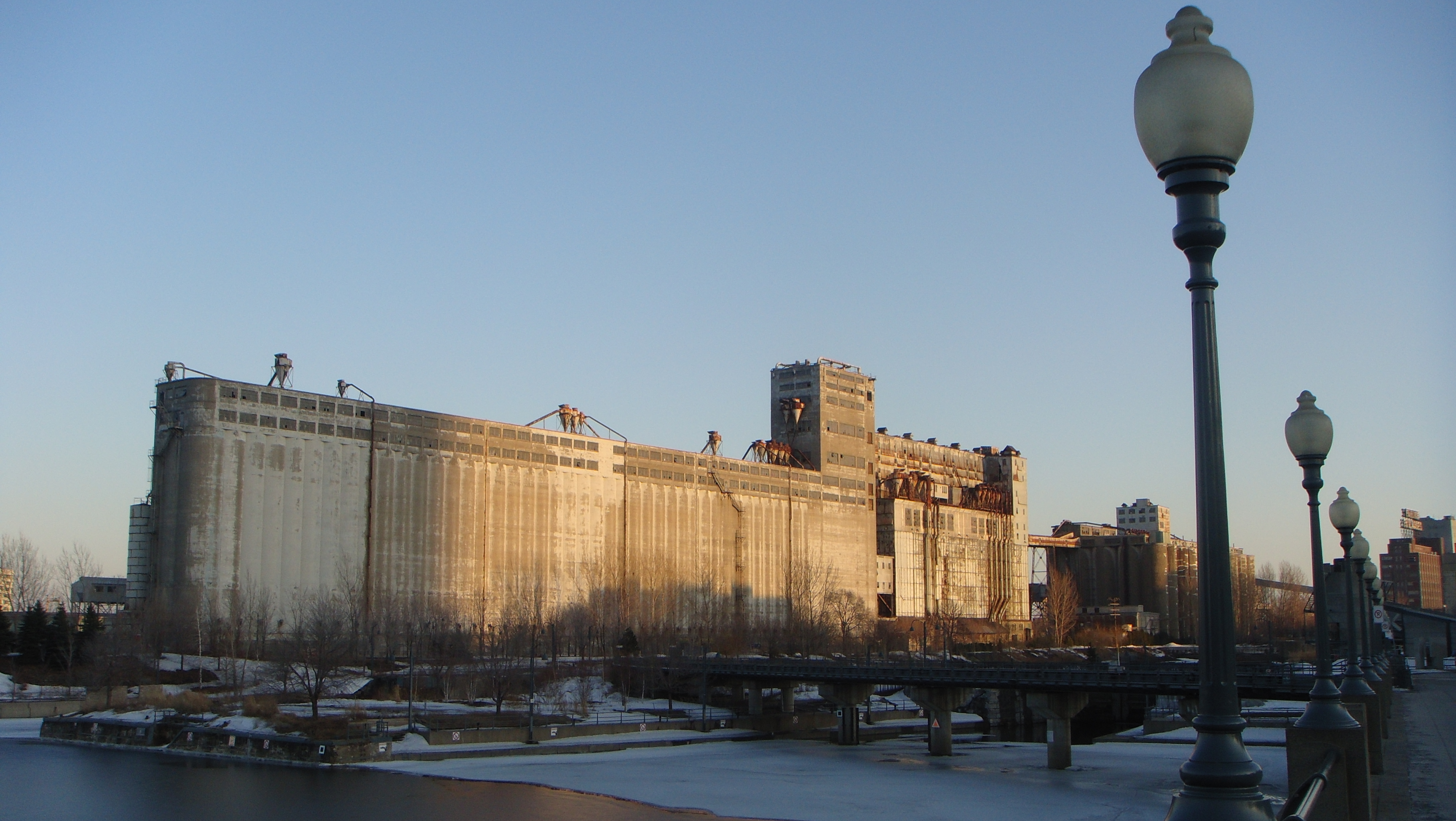
Silo no 5 vu depuis les quais du Vieux-Port de Montréal

- Quartier : Vieux-Port de Montréal (Quai de la Pointe du Moulin à Vent) - Axe rue McGill
- Voie Publique : Rue Mill
- Propriétaire : Société immobilière du Canada
- Année de construction : Élévateur B : 1906[6] ; Ancienne Annexe : 1913-1924 Annexe B-1 : 1958[7]
- Architecte : John S. Metcalfe
- Nombre de silos : 206
- Capacité d'entreposage : N/A
- Statut : Désaffecté
- Site web : www.pointedumoulin.ca
- 45° 29′ 54″ N, 73° 33′ 01″ O

- Description :

L'élévateur à grain no.5 est localisé sur le quai de la pointe du Moulin à Vent dans la partie ouest du vieux-port de Montréal. Pendant de nombreuses années, ses activités étaient basées sur la manutention de grains qui provenaient de l'ouest canadien et qui avaient comme principale destination les pays d'Europe. Il est le dernier silo du vieux-port, les deux autres ayant été détruits afin de permettre aux Montréalais d'avoir plus facilement accès au fleuve Saint-Laurent. Le silo no. 5 est le plus connu de Montréal, notamment en raison de projets qui ont pour but de donner une seconde vie à ce bâtiment portuaire d'un demi-kilomètre de long. Le projet qui semblait être privilégié par l'administration portuaire de Montréal, qui gérait la propriété, est celui du Musée d'art Contemporain de Montréal, mais ce projet ne s'est pas concrétisé. Le 1er novembre 2010, le silo no.5 et le terrain l'entourant ont été transférés à la Société immobilière du Canada (SIC). Cette société d'État est en train de préparer un plan de développement nommé Le havre de Montréal - Vision 2025.
L'élévateur à grain no. 5 est composé de 6 parties distinctes soit l'élévateur B, l'ancienne annexe, l'annexe B-1, le bâtiment de service, les tours marines et les convoyeurs. Il contient 206 silos. Seul l'élévateur à grain no. 4 en contient davantage.  
Le silo no. 5 est considéré comme un bâtiment patrimonial par le gouvernement du Canada. Malgré cette nomination patrimoniale, le silo no. 5 a été la cible de graffitis à l'été 2009. L'état de l'édifice semble se dégrader d'année en année. Bon nombre de fenêtres sont brisées, la rouille semble se propager, la végétation semble s'y établir, et l'odeur de grains est persistante. Malgré son état, bon nombre de gens ont de l'affection pour cette rouille patrimoniale. 
En 2005, l'émission Zone-Libre de la Société de Radio-Canada a fait un palmarès de la laideur et le silo no.5 a été classé 2e dans le palmarès montréalais.

### Silo Linseed Oil (Ville-Marie)

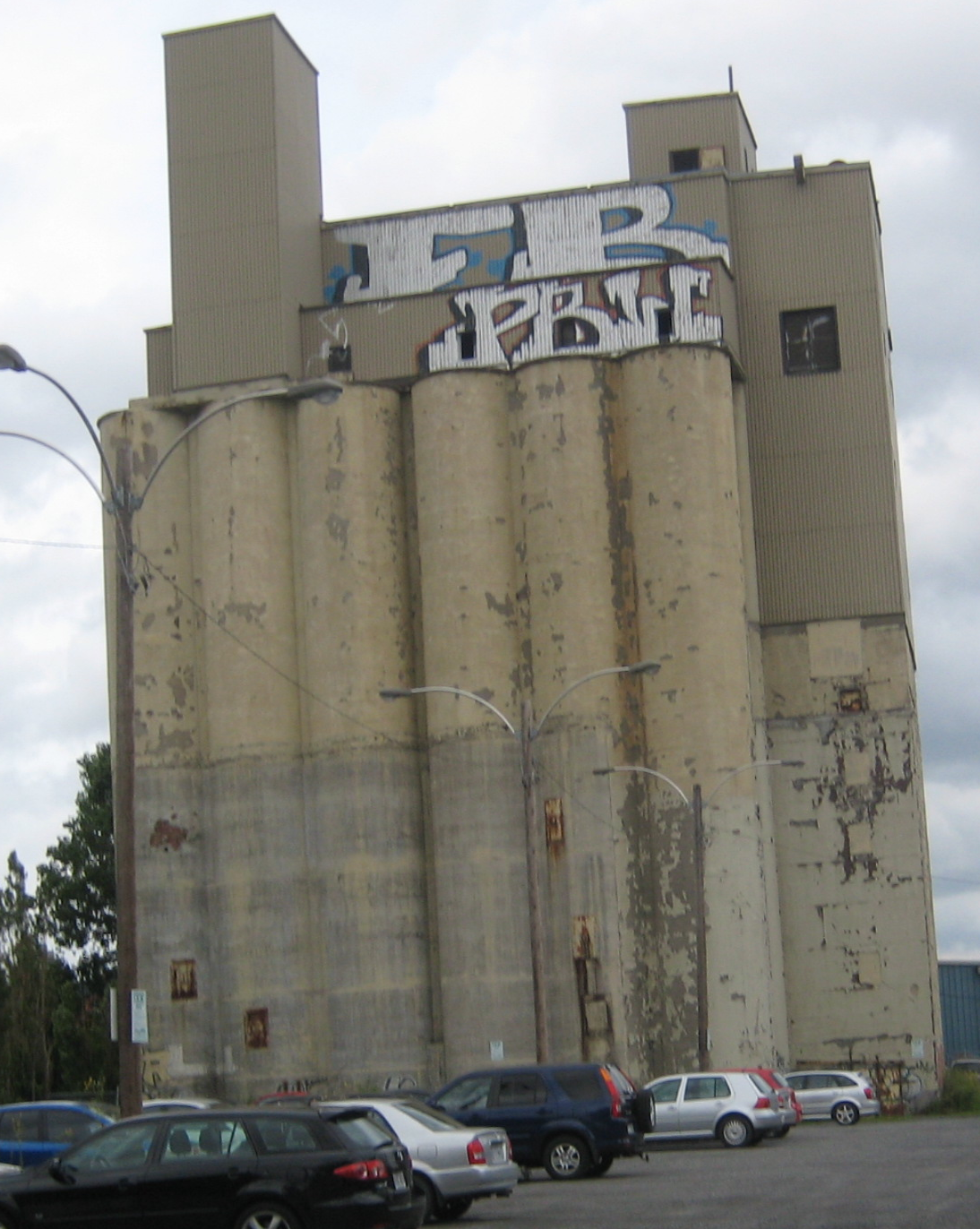
Silo Lindseed Oil vu d'un stationnement de Montréal.

- Quartier : Port de Montréal (Quai de la Pointe du Moulin à Vent)
- Voie Publique : rue Mill
- Propriétaire : Administration du Port de Montréal
- Année de construction : 1963
- Architecte : N/A
- Nombre de silos : 24
- Capacité d'entreposage : N/A
- Statut : Désaffecté
- 45° 29′ 46″ N, 73° 33′ 02″ O

- Description :

Le Silo Linseed Oil est un silo montréalais de couleur jaune de petite taille. Il se situe sur le Quai de la Pointe du Moulin à Vent, sur la rue Mill entre le Silo no.5 et l'élévateur à farine d'ADM (Farine Five Roses). L'Administration du Port de Montréal assure sa gestion et son administration. Il est lié par un passage souterrain avec le silo no.5. Il est actuellement désaffecté et son état semble dégradé malgré sa solidité. Le silo fut le théâtre de graffiteurs à l'été 2009 où on peut lire les mots DRA, ZODIAC et HANE sur le haut des silos.

### Élévateur Farine Five Roses /Complexe du Ogilvie Flour Mills Company Limited(Ville-Marie)

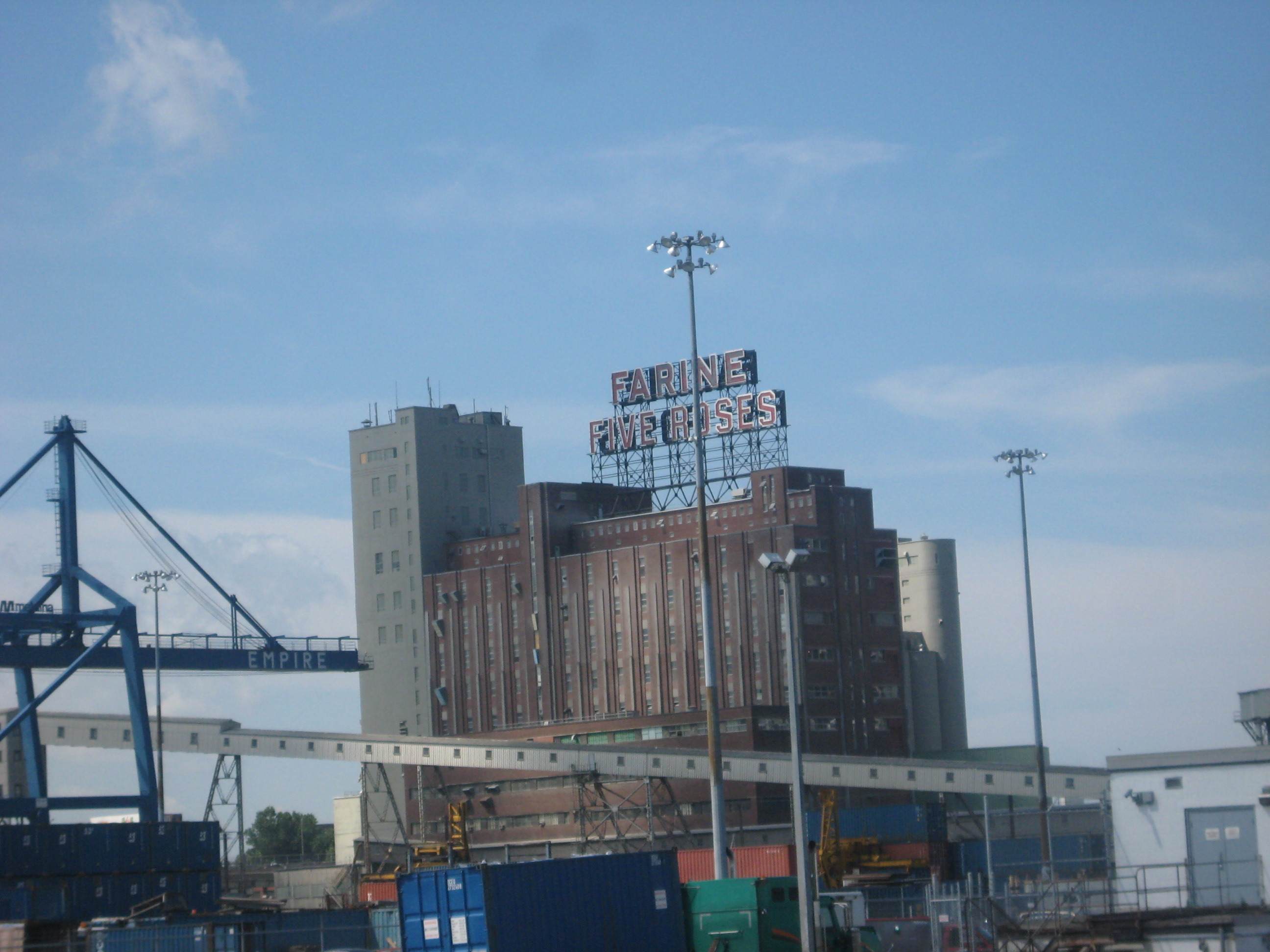
Minoterie ADM (Farine Five Roses) vue du Quai Pierre Dupuy et machineries du Quai Bickerdike du Port de Montréal

- Quartier : Port de Montréal / Bassin Peel
- Voie Publique : Rue Mill (près Rue Riverside)
- Propriétaire : Archer Daniels Midland / The J.M. Smucker Company
- Année de construction : 1945
- Architecte : N/A
- Nombre de silos : 75
- Capacité d'entreposage : 30 000 tonnes
- Statut : En service
- 45° 29′ 31″ N, 73° 33′ 03″ O

- Description :

Construit par la compagnie Ogilvie Flour Mill en 1945, l'élévateur fut construit dans un secteur industriel du havre de Montréal. Le premier néon portait le nom d’Ogilvie Flour Mill et ce fut en 1954 que le nom a changé pour le nom de Farine Five Roses Flour. La loi 101 a forcé le retrait du mot Flour de l'enseigne pour porter le nom Farine Five Roses exclusivement.
La minoterie ADM est l'une des deux minoteries de farines en fonction avec celle de Robin Hood Flour (en) dans le quartier Petite-Bourgogne de l'arrondissement Le Sud-Ouest de Montréal.

### Silo Canada Maltage Limitée (Port de Montréal) (Ville-Marie)

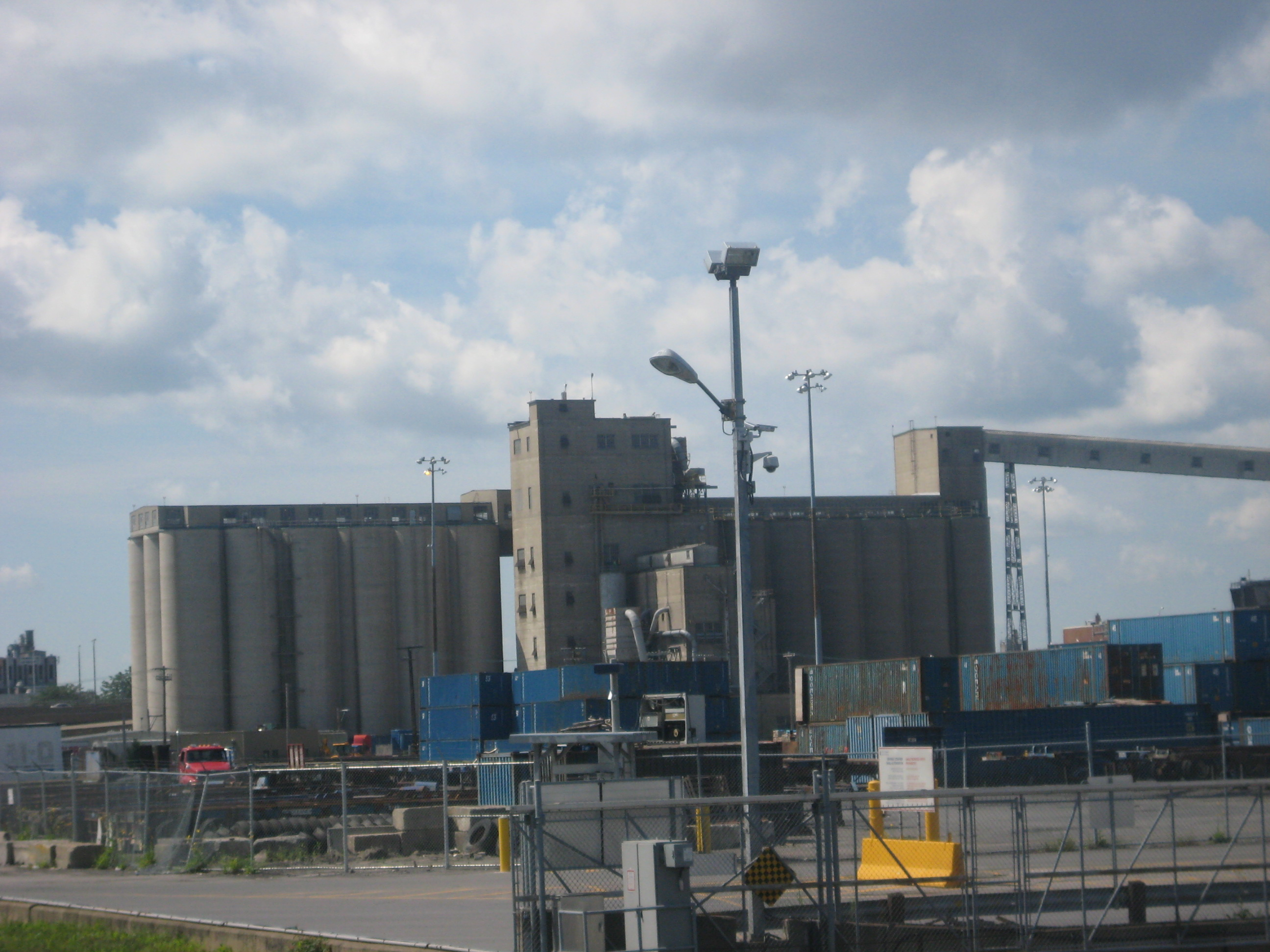
Silo Canada Maltage vu de la rue Pierre Dupuy à Montréal. En arrière des silos, il y a l'Autoroute Bonaventure et les usines de Corby Distilleries (à gauche) et de Bungee Canada Limitée (à droite)

- Quartier : Port de Montréal (Quai Bickerdike)
- Voie Publique : Rue Riverside (près Chemin des Moulins et Autoroute Bonaventure)
- Propriétaire : Canada Maltage Cie Limitée / Administration du Port de Montréal
- Année de construction : 1969
- Architecte : N/A
- Nombre de silos : 45
- Capacité d'entreposage : N/A
- Statut : En service
- 45° 29′ 25″ N, 73° 32′ 54″ O

- Description :

L'Élévateur Canada Maltage du Port de Montréal est localisé au pied du Quai Bickerdike dans la partie ouest du Port de Montréal. Il est localisé dans le même secteur que l'Élévateur Farine Five Rose. Cet élévateur manutentionne des grains de houblon, de malt servant à la fabrication de bière. Les grains sont manutentionnés avant de passer à l'usine de malterie qui est situé à proximité de l'élévateur. 
Construit en 1969, le Silo Canada Maltage a été bâti sur les terrains du Port de Montréal pour des raisons purement stratégiques de transports. La fermeture du Canal Lachine de Montréal en 1970 à la navigation et la construction de la Voie Maritime du Saint-Laurent sont les deux principales raisons qui ont poussé la compagnie Canada Maltage Cie Limitée de procéder à la fermeture progressive du silo Canada Maltage dans le quartier Saint-Henri qui se trouve aux abords du Canal Lachine et la construction de l'élévateur du Port de Montréal. Le silo Canada Maltage est relié par les convoyeurs avec le silo no.5 qui se situe un peu plus à l'est.

### Silo Cereal Foods Canada (Le Sud-Ouest)
- Quartier : Pointe Saint-Charles

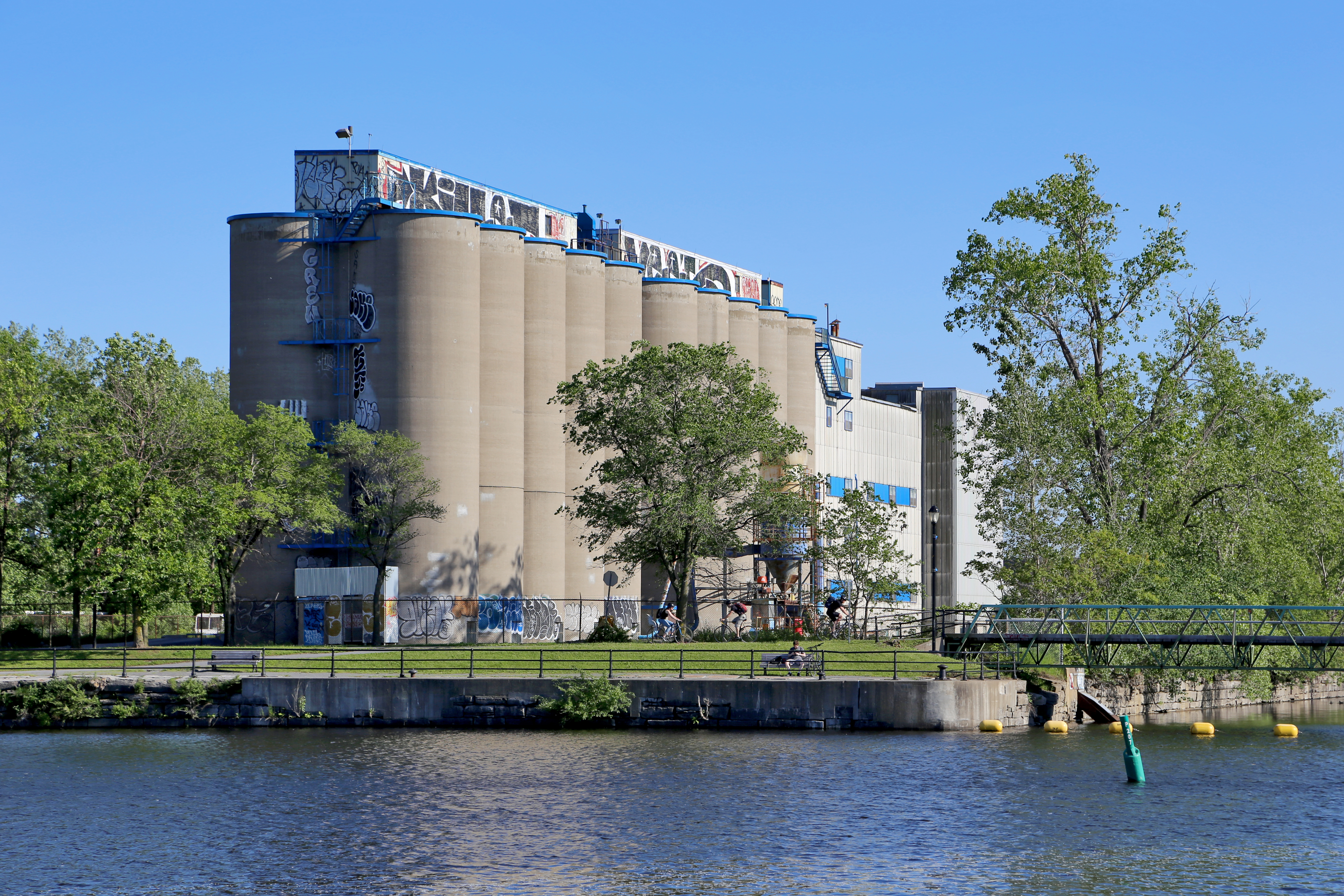
Silo Cereal Foods

- Voie Publique : 380, rue Oak (près rue Mill)
- Propriétaire : Cereal Foods Canada Inc.
- Année de construction : 1972
- Architecte : N/A
- Nombre de silos : 20
- Capacité d'entreposage : N/A
- Statut : abandonné
- 45° 29′ 25″ N, 73° 33′ 16″ O

- Description :

Le Silo Cereal Foods Canada du quartier Pointe Saint-Charles est probablement l'un des moins médiatisés et l'un des moins remarqués des silos de Montréal. Il est localisé aux abords du bassin Peel du canal de Lachine et il sert d'entrepôt de grains pour la compagnie Cereal Foods Canada Inc, une filiale de Cereal Food Processors Inc., une entreprise privée, qui est la quatrième plus importante minoterie aux États-Unis. Ce silo a été bâti dans les années 1970 par la compagnie Maple Leaf Mills de Toronto. La minoterie ADM a tenté de l'acquérir en 1997 mais le bureau de la concurrence a ordonné son dessaisissement. Son avenir était mis en péril en 2006 par les plans de construction du nouveau casino et du Cirque du Soleil dans Pointe Saint-Charles.

### Silo Redpath (Le Sud-Ouest)
- Quartier : Pointe Saint-Charles

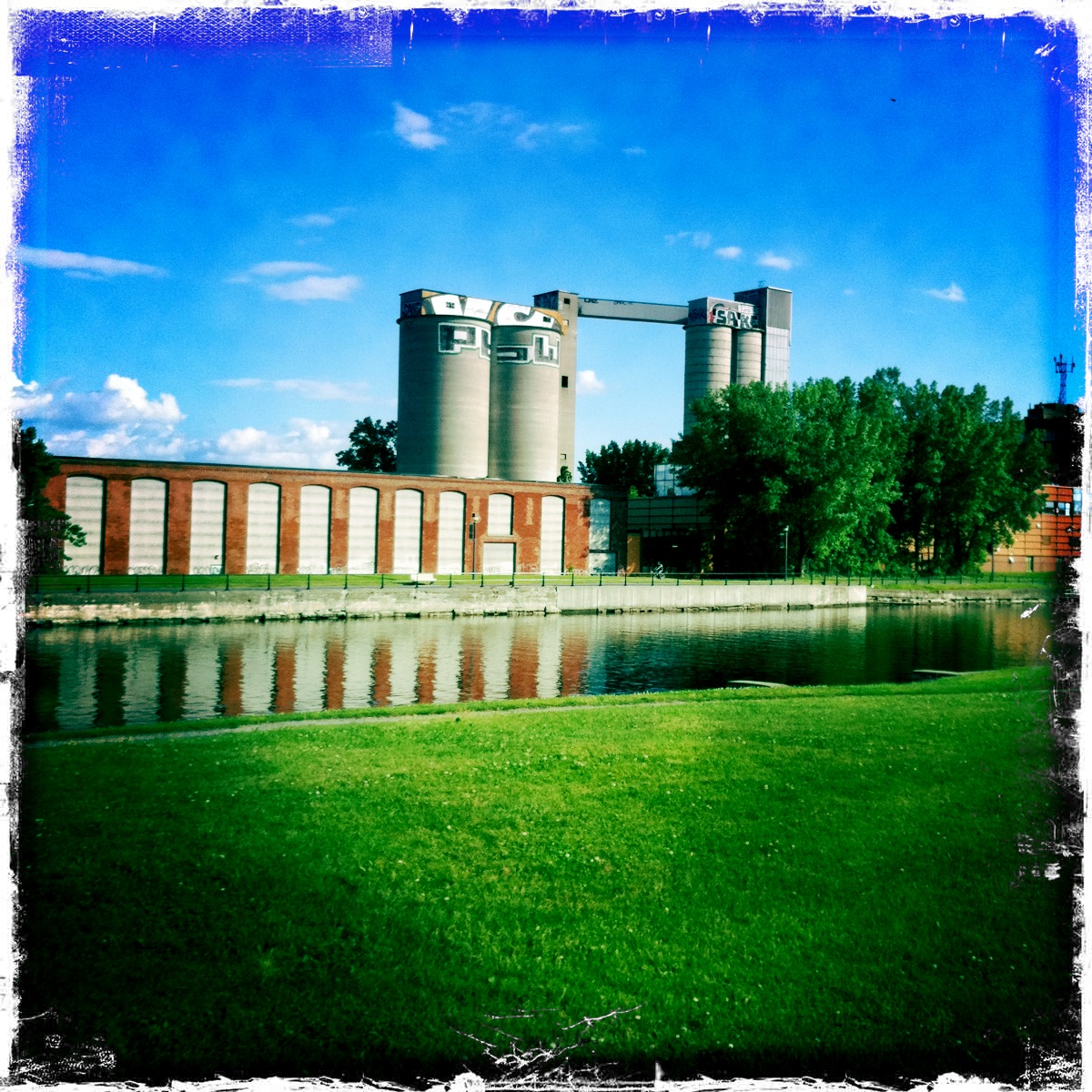
Silos Redpath et canal Lachine, photo prise le 1er juillet 2011

- Voie Publique : 1555, rue Saint-Patrick (à l'angle de la rue de Condé)
- Propriétaire : Centre d'escalade Allez UP
- Année de construction : 2 silos en 1953; 2 silos en 1962
- Architecte : La transformation en centre d'escalade en 2012 a été réalisée par la firme Smith Vigeant Architectes.
- Nombre de silos : 4
- Capacité d'entreposage :
- Statut : Réamenagés en centre d'escalade en 2012.
- 45° 29′ 13″ N, 73° 33′ 40″ O

- Description :

Les Silos Redpath sont les plus petits de Montréal avec un total de quatre. Localisés sur les terrains de la Redpath Sugar, aux abords du Canal Lachine de Montréal, les Silos Redpath servaient de bâtiment d'entreposage du sucre pour la raffinerie de sucre qui était localisée à proximité. Le site des Silos Redpath est aussi le site original de la ferme St-Gabriel, la première ferme fortifiée au Canada. En 2009, les silos Redpath ont été achetés par le Centre d'escalade Allez Up qui a réamenagé les silos en centre d'escalade.  La transformation des silos en centre d'escalade représente la première fois au Canada que des anciens silos sont réhabilités pour servir les besoins de la communauté .

### Minoterie Horizon Milling– Robin Hood Flour –(Le Sud-Ouest)
- Quartier : Petite-Bourgogne

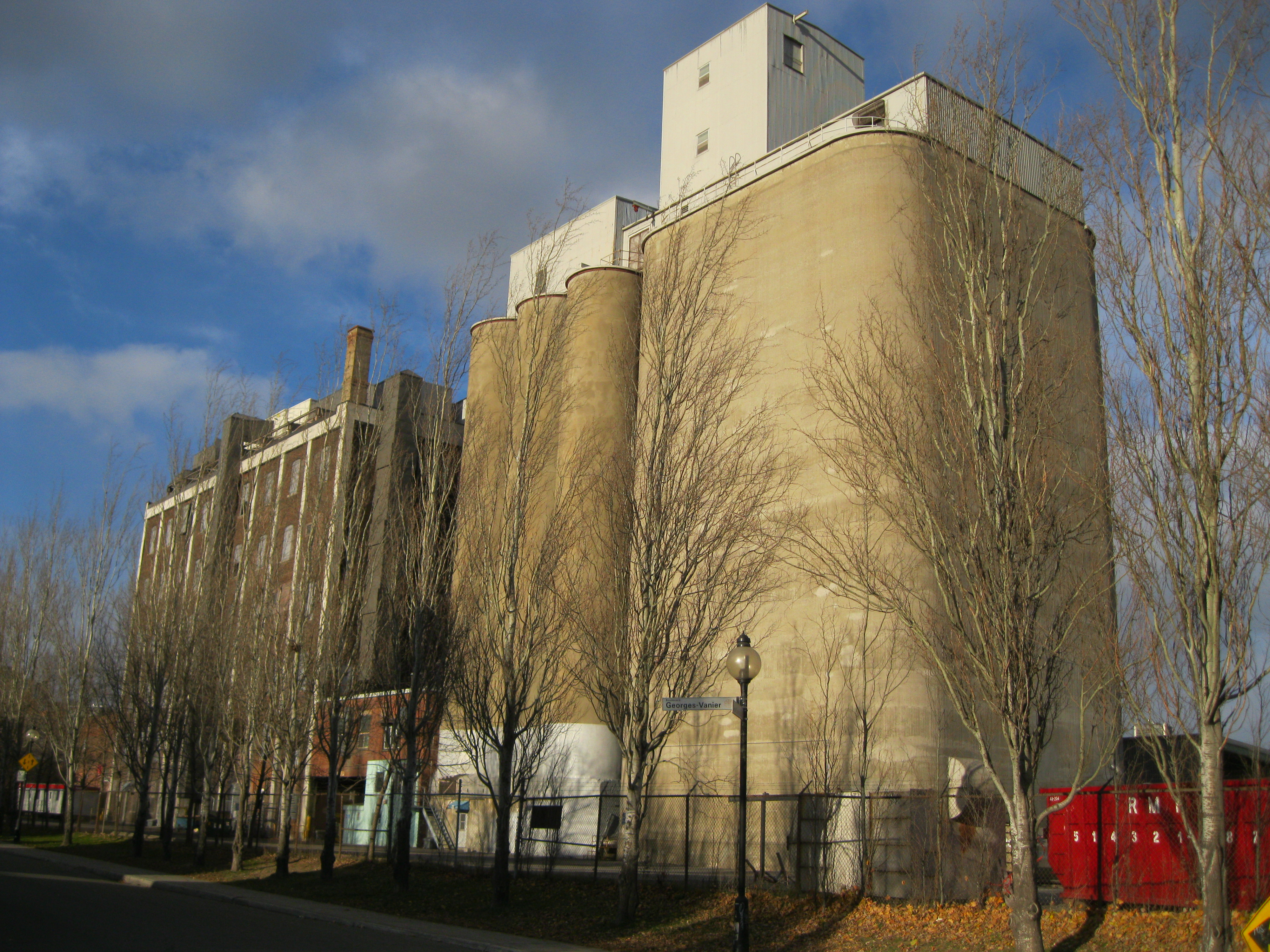
Minoterie Horizon Milling

- Voie Publique : 2110, rue Notre-Dame Ouest (près du boulevard Georges-Vanier)
- Propriétaire : Horizon Milling G. P.
- Année de construction : 1911
- Architecte : N/A
- Nombre de silos : 35
- Capacité d'entreposage : N/A
- Statut : En service
- 45° 29′ 04″ N, 73° 34′ 14″ O

- Description :

Le bâtiment de la St. Lawrence Flour Mills a été construit en 1911, sur le site de l'ancien chantier naval d'Augustin Cantin, sur la rive nord du canal de Lachine. 
En 2004 est terminé le projet d'extension de l'usine qui augmente de 33 % la capacité de production de Robin Hood Flour (en) en minoterie. Horizon Milling G.P est mise sur pied en 2006 et acquiert les droits d'utilisation de la marque Robin Hood.

### Silo Canada Maltage Limitée (Saint-Henri) (Le Sud-Ouest)
- Quartier : Saint-Henri

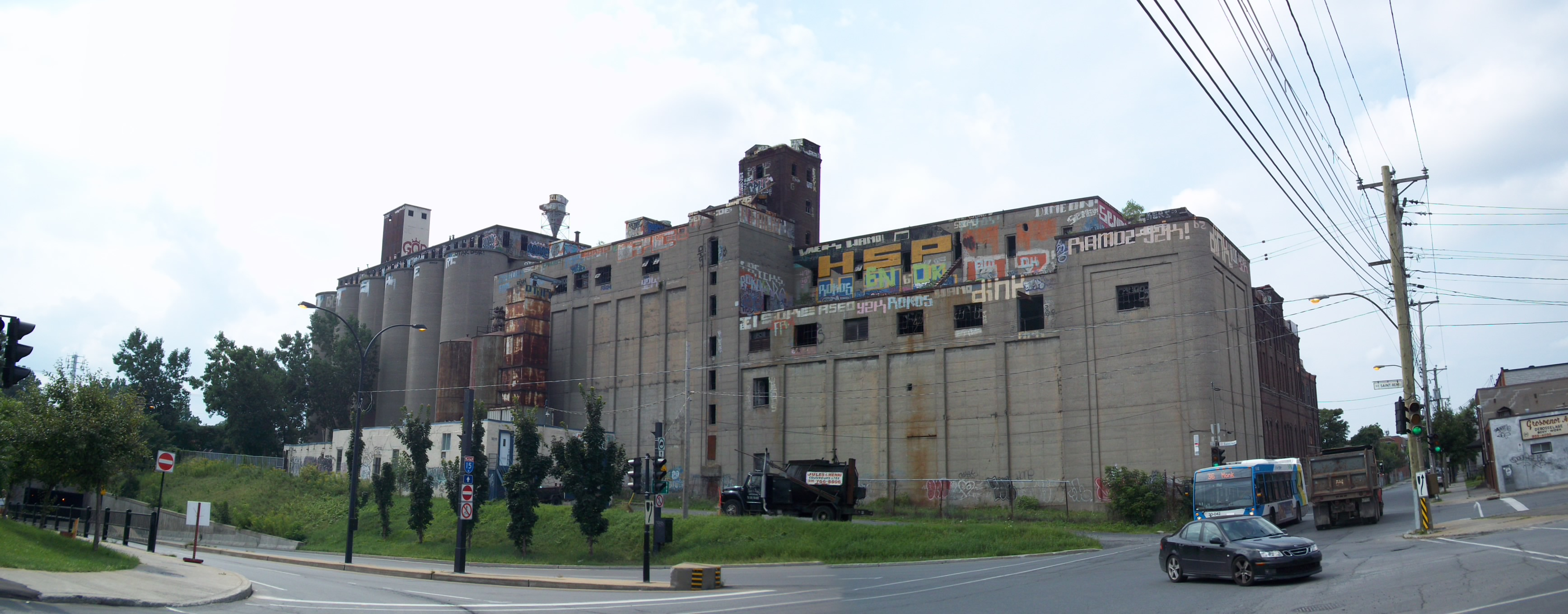
Silo Canada Maltage Limitée vue de l'intersection des rues Saint-Ambroise et Saint-Rémi dans le quartier Saint-Henri près du tunnel Saint-Rémi

- Voie Publique : Rue Saint-Ambroise (près Rue Saint-Rémi)
- Propriétaire : Quonta Holding
- Année de construction : 1905
- Architecte : David Jerome Spence
- Nombre de silos : 30
- Capacité d'entreposage : N/A
- Statut : Désaffecté
- 45° 28′ 07″ N, 73° 35′ 19″ O

- Description :

Le silo Canada Maltage Limitée du quartier Saint-Henri de l'arrondissement du Sud-Ouest de Montréal est le plus vieux silo de Montréal. Avec ses 105 ans, ce silo passe au travers les années et les saisons sans trop de difficultés. Malgré son piètre état, il reste encore debout et fait partie du paysage du canal de Lachine et symbolise la grande période d'industrialisation du canal. Cette période d'industrialisation a permis l'établissement de bon nombre d'usines et d'industries le long du canal que nous voyons encore aujourd'hui. Les silos Canada Maltage en est un exemple parfait. 
Ce silo avait la même vocation que le silo Canada Maltage du Port de Montréal. Ce fut la fermeture du canal de Lachine à la navigation qui a provoqué sa fermeture il y a une vingtaine d'années approximativement. Depuis ce temps là, le silo est à l'abandon, à la désaffectation et son état ne cesse de se détériorer d'année en année. La rouille et les graffitis recouvrent une bonne partie du silo. Certains murs ont été endommagés voire complètement démolis par le temps et par les visiteurs illégaux. Certaines parties de la structure ont perdu des morceaux comme des briques rouges ou bien des murs de métal. La végétation semble être de plus en plus présente sur l'édifice.
Malgré le piètre état du silo, il est considéré comme un élément du patrimoine canadien parce qu'il est un des rares silos en terre cuite encore debout en Amérique du Nord.

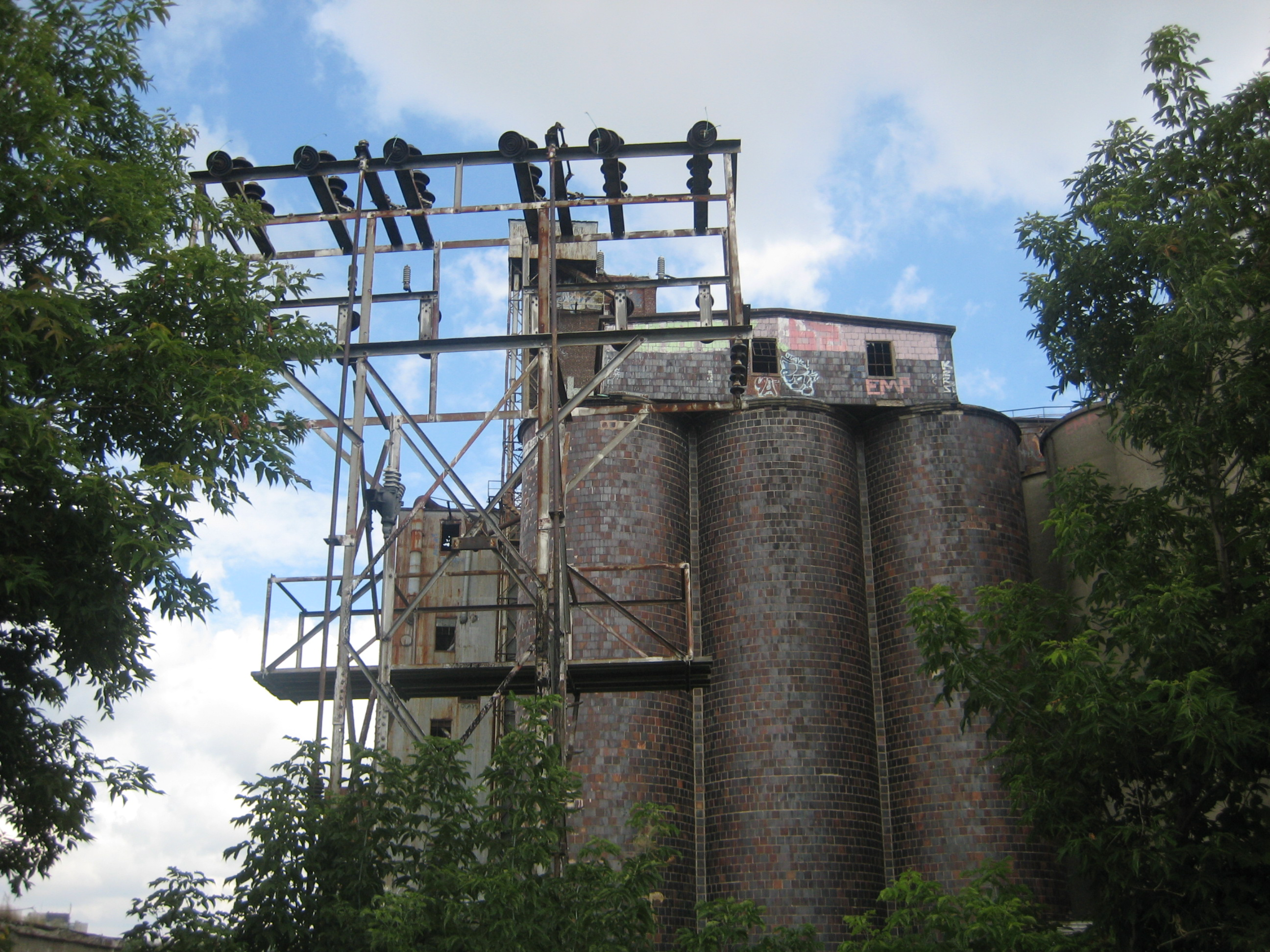
Les silos de terres cuites du Silo Canada Maltage de Montréal et ancien pylône d'alimentation du silo

### Les Silos aujourd'hui
En 2007, seuls les Silos numéro 3, 4 et 5 ont survécu et le silo 4 est le seul à être toujours en service. Le silo numéro 5 plus particulièrement reflète bien l’image directe d’un passage industriel vers l’Amérique. Certains se demandent s’il ne pourrait pas accueillir le siège de l’ONU ou le Musée d'art contemporain de Montréal.